# Espresso Americano
Espresso Americano es una empresa hondureña de café y postres con sede central en Tegucigalpa, Honduras. La empresa fue fundada en 1994 en Tegucigalpa y actualmente opera como una franquicia con locales en diversas ciudades de Centroamérica.
La empresa utiliza café hondureño y ofrece bebidas de café frío y caliente. Una de sus bebidas más populares es el café granita. La empresa es reconocida en la industria por elevar la calidad y gustos del café bebido en Honduras.

## Historia
Espresso Americano fue fundada el 22 de noviembre de 1994 con su primer local ubicado en el centro de Tegucigalpa. Dos años más tarde abrió su primer local en San Pedro Sula, la segunda ciudad más grande del país. Entre 1996 y 2010 la empresa se fue expandiendo a 25 ciudades por todo el país, abriendo locales principalmente en aeropuertos y centros comerciales como Multiplaza, City Mall y Megaplaza en las ciudades principales.
En 2010, la compañía abrió sus primeros locales fuera de Honduras, en Nicaragua y Panamá. El 17 de noviembre de 2014, abrió su primer local en los Estados Unidos en Denver, Colorado. En 2016, la empresa firmó un convenio para distribuir su café hondureño por Asia.

## Presencia geográfica
Espresso Americano tiene 185 locales en 25 ciudades de Honduras y fuera de Honduras en las ciudades de Managua en Nicaragua y la Ciudad de Panamá en Panamá. En 2014 la empresa se había expandido a Seattle y Denver en los Estados Unidos pero para septiembre de 2017 se reportaba que Espresso Americano había cerrado todos sus locales en el país norteamericano.